# Józef Napoleon Czerwiński

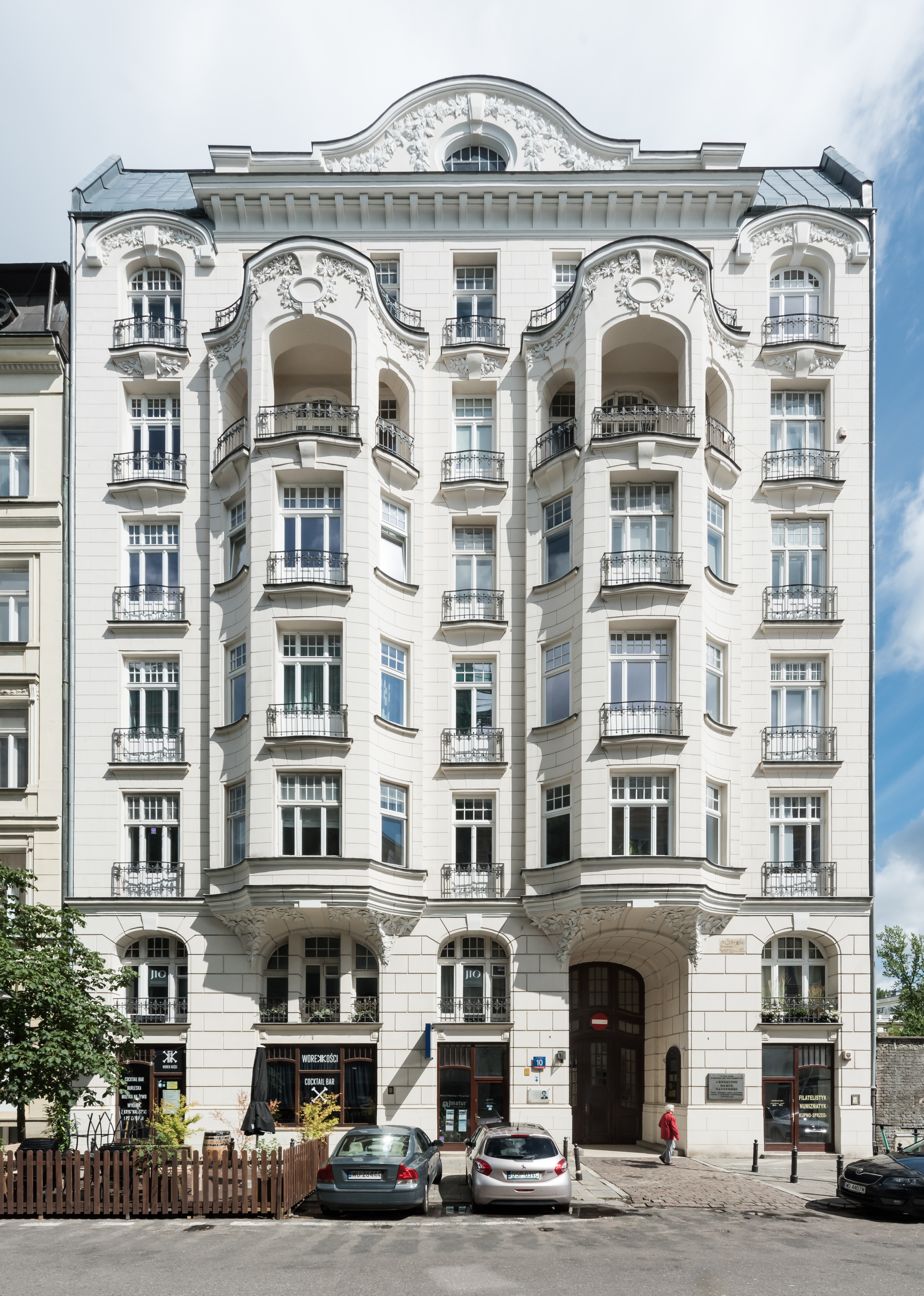
Kamienica Wildera przy ul. Bagatela 10

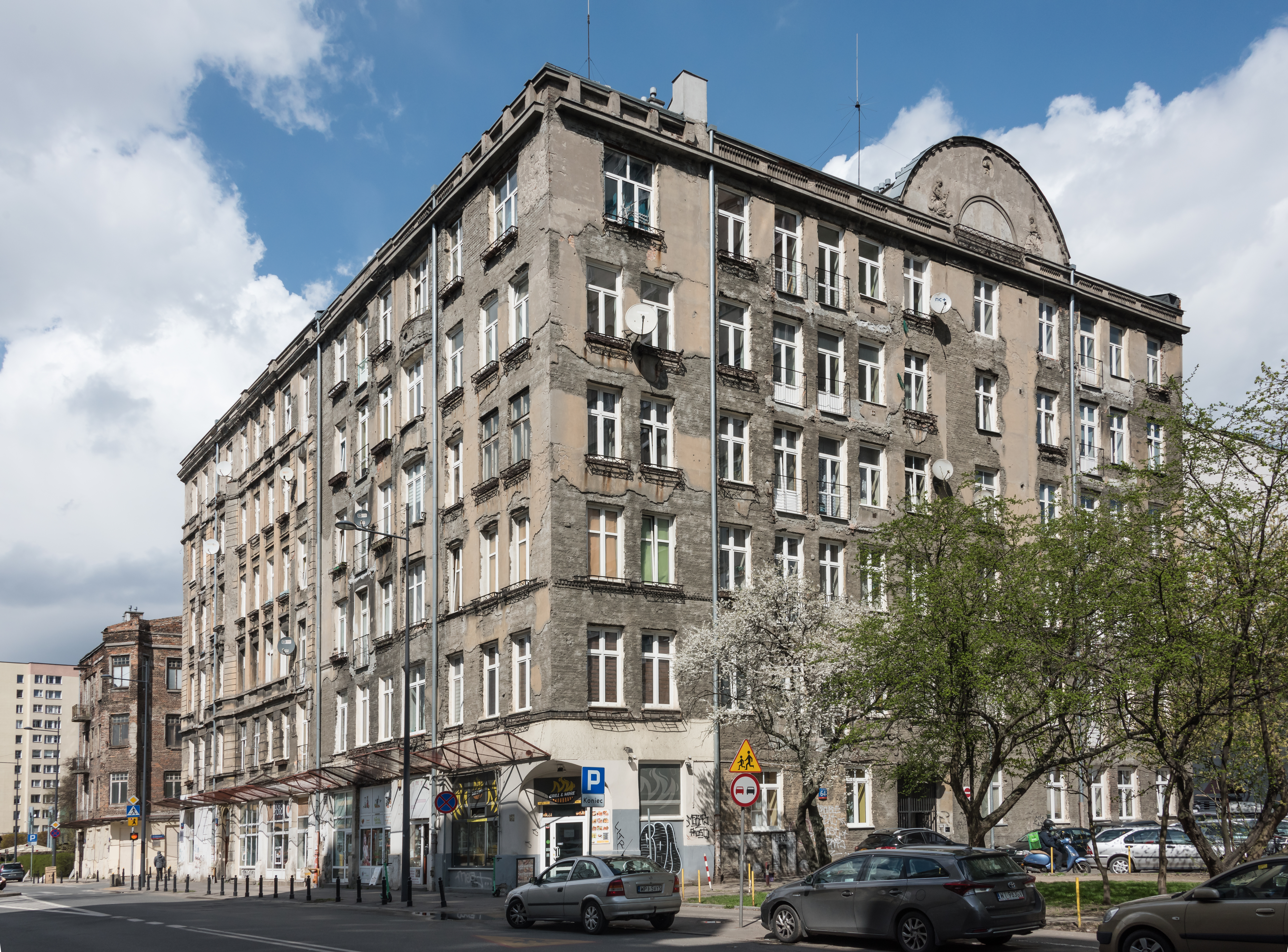
Kamienica Anny Koźmińskiej przy ul. Żelaznej 64

Józef Napoleon Czerwiński (ur. 4 lipca 1870 w Warszawie, zm. 21 stycznia 1940 w Warszawie) – polski architekt działający w Warszawie. Założył i prowadził jedno z czołowych przedsiębiorstw projektowo-budowlanych międzywojennej Warszawy. W latach 1909–1914 zaprojektował i zrealizował (wspólnie z Wacławem Heppenem) około 30 warszawskich kamienic .

## Życiorys
Józef Napoleon Czerwiński urodził się w Warszawie i tam też spędził dzieciństwo. Jego ojcem był Napoleon Czerwiński (zm. 1875) i Waleria z domu Cretti (zm. 1902). Na przełomie XIX i XX wieku ukończył Instytut Inżynierów Cywilnych w Petersburgu, uzyskując tytuł inżyniera architekta. Tematem jego pracy dyplomowej był projekt kościoła w Gatczynie koło Petersburga. Pracował początkowo na stanowisku dyrektora technicznego w warszawskim biurze projektowym Szymona Wagemeistera, a następnie w pracowni projektowej, którą założył wspólnie ze Stanisławem Adamczewskim (od 1904) . Od około 1908 Józef Napoleon Czerwiński prowadził samodzielne przedsiębiorstwo budowlane. Około 1909 Czerwiński zatrudnił Wacława Heppena, z którym wspólnie zrealizował w Warszawie kilkadziesiąt projektów. Oprócz działalności projektowej, przedsiębiorstwo Czerwińskiego prowadziło prace budowlane. W 1909 zdobył III nagrodę w konkursie Koła Architektów w Warszawie nr XXI na projekt rozbudowy gmachu Towarzystwa Kredytowego miasta Warszawy przy ul. Czackiego (wspólnie z Władysławem Turowiczem i Kazimierzem Kopczyńskim. Po zastoju spowodowanym I wojną światową, w 1918 przedsiębiorstwo wznowiło prace, wykonując m.in. projekty dla nowo powstających spółdzielni mieszkaniowych oraz projekty obiektów przemysłowych.
Żoną Józefa Napoleona Czerwińskiego była Maria z domu Pietrzykowska, z którą miał dziesięcioro dzieci, wśród nich syna Napoleona (1911–1940, plastyk, oficer Wojska Polskiego, ofiara zbrodni katyńskiej, zamordowany przez NKWD wkrótce po śmierci ojca) .
Czerwiński zmarł na chorobę serca 21 stycznia 1940 w Warszawie. Pochowany został na Cmentarzu Powązkowskim.

## Projekty w Warszawie

### projekty własne
- kamienica przy ulicy Wspólnej 10
- kamienica przy ulicy Stanisława Moniuszki 4
- kamienica przy Alejach Jerozolimskich 84
- kamienica przy ulicy Pięknej 19[11]
- kamienica przy ulicy Siennej 45
- kamienica przy ulicy Grochowskiej 326[12]
- kamienica Spółdzielni Mieszkaniowej „Nowe Domostwo” przy ulicy Czerwonego Krzyża 6
- kamienica Anny Koźmińskiej przy ulicy Żelaznej 64 (1912)[13]

### projekty wspólnie z Wacławem Heppenem (1909-1914)[14]
- kamienica Wildera przy ulicy Bagatela 10 (1911–1912)
- kamienica Zygmunta Lewina (Pod Zegarem) przy ulicy Chłodnej 20 (1912–1913)
- kamienica Henryka Löwenfisza przy ulicy Foksal 17
- kamienica Kazimierza Spinka przy ulicy Górskiego 3
- kamienica Kaweckiej (Lichtenbaumów) przy ulicy Hożej 39 (1911)[15]
- kamienica Chaima Brauna i Janiny Macierakowskiej przy ulicy Hożej 41[16] [17]
- kamienica dr Józefa Dawidsona i inż. Chaskiela Kadyńskiego przy Alejach Jerozolimskich 43 (1911, obecnie nr 49)
- kamienica przy Alejach Jerozolimskich 81
- kamienica przy ulicy Kredytowej 9
- kamienica przy ulicy Książęcej 6 (przebudowa dla Wiktora Bychowskiego 1913–1914)
- kamienica Stanisława Ursyn-Rusieckiego przy ulicy Lwowskiej 13 (1912)
- kamienica przy ul. Marszałkowskiej 17
- kamienica przy ul. Marszałkowskiej 25
- kamienica J. Karmańskiego przy ulicy Chłodnej 44
- kamienica Goldstanda przy placu Jana Henryka Dąbrowskiego 8 na rogu z Kredytową 9 (1913–1916)
- kamienica Burcharda przy Alejach Jerozolimskich 75 (obiekt nieistniejący)
- kamienica Pawła Tuskiera przy ulicy Mokotowskiej 41[18]
- kamienica przy ulicy Henryka Sienkiewicza 4
- kamienica Adama Jaszczołta przy ulicy Śniadeckich 10 (1911)
- kamienica przy ulicy Hożej 37
- kamienica przy ulicy Wilczej 29a
- kamienica przy ulicy Poznańskiej 3
- kamienica przy ulicy Waliców 14 (przed 1913)[19]